# Chilostigma ostracoderma
Chilostigma ostracoderma är en nattsländeart som beskrevs av Bradley 1924. Chilostigma ostracoderma ingår i släktet Chilostigma och familjen husmasknattsländor. Inga underarter finns listade i Catalogue of Life.